# Menhir von Pfützthal
Der Menhir von Pfützthal ist ein verzierter Menhir aus Pfützthal, einem Ortsteil der Gemeinde Salzatal im Saalekreis in Sachsen-Anhalt. Er befindet sich heute im Landesmuseum für Vorgeschichte in Halle (Saale).

## Lage und Beschreibung
Der Menhir wurde in den 1930er Jahren entdeckt. Er war sekundär mit der verzierten Seite nach unten als Deckplatte eines bronzezeitlichen Steinkistengrabes verwendet worden. Nach der Grabung wurde er nach Halle verbracht.
Der Menhir besteht aus grauem Sandstein. Seine erhaltene Höhe beträgt 70 cm, die Breite 30 cm und die Tiefe 10 cm. Er hat die Form einer unregelmäßigen Platte und ist in der Mitte zerbrochen. Auf einer Breitseite weist er Verzierungen auf. Am oberen Ende ist ein auf dem Kopf stehendes T zu erkennen, unter dem sich eine kleine, waagerechte Linie befindet. Beide Zeichen werden von vier konzentrischen Halbkreisen umrahmt. Im mittleren Bereich des Steins sind fünf Gruppen von jeweils drei mit den Spitzen nach oben zeigenden Winkeln zu erkennen. Diese Gruppen sind zu zwei senkrechten Reihen angeordnet. Wie bei mehreren ähnlichen Objekten wird auch hier die Verzierung als stilisierte Darstellung eines Menschen oder einer Gottheit interpretiert. Der obere Teil des Gesichts ist wahrscheinlich schon vor der Wiederverwendung des Steins abgebrochen.
Der Menhir selbst wird in die endneolithische Schnurkeramikkultur datiert. Seine Verwendung als Deckplatte geschah irgendwann in der Bronzezeit. Mangels Grabbeigaben gestaltet sich eine genauere Datierung der Steinkiste allerdings schwierig. Theodor Voigt datierte sie (nach mittlerweile überholtem Forschungsstand) zwischen die Aunjetitzer Kultur und die Helmsdorfer Gruppe in die mittlere oder späte Bronzezeit, Waldtraut Schrickel plädierte hingegen für eine Datierung in die frühe Bronzezeit.